# Def Jam 1985–2001: History of Hip Hop, Vol. 1
Def Jam 1985–2001: History of Hip Hop, vol. 1 – składanka zawierająca hity wykonawców z wytwórni Def Jam z lat 1985–2001. Znajdują się na nim między innymi „Slam” (Onyx), „Holla Holla” (Ja Rule) czy „Party Up” (DMX).

## Lista utworów
1. „I Can't Live Without My Radio” (LL Cool J)
2. „Fight For Your Right” (Beastie Boys)
3. „The Rain” (Oran 'Juice' Jones)
4. „Children's Story” (Slick Rick)
5. „Fight The Power” (Public Enemy)
6. „Pop Goes The Weasel” (3rd Bass)
7. „Crossover” (EPMD)
8. „Sometimes I Ryhme Slow” (Nice & Smooth)
9. „Slam” (Onyx)
10. „Ghetto Love” (Domino)
11. „Regulate” (Warren G)
12. „I'll Be There For You” (Method Man ft. Mary J. Blige)
13. „Get Me Home” (Foxy Brown ft. Blackstreet)
14. „Da Rockwilder” (Method Man & Redman)
15. „Can I Get A...” (Jay-Z ft. Amil & Ja Rule)
16. „Holla Holla” (Ja Rule)
17. „Party Up” (DMX)